# Licor 43
Licor 43, o simplement Quaranta-tres, és un licor espanyol, de color daurat, elaborat a partir de quaranta-tres diferents cítrics, fruites i espècies mediterrànies. De sabor dolç, és un licor molt versàtil, que varia dramàticament de sabor segons la mescla que l'acompanya. Conté un 31% de volum d'alcohol etílic. És distribuïda des de 1946 per l'empresa Diego Zamora Conesa, y Cia S.R.C. més tard denominada Diego Zamora S.A., i té la seu principal a Cartagena.
Se sol prendre acompanyat amb glaç, llet, o mesclat amb taronja, beguda de cola, llima o amb còctels. Un ús molt estès és mesclat amb cafè espresso o amb un cafè bombó per endolcir.
Va estar lligat al món de l'esport mitjançant l'esponsorització d'un important equip de ciclisme professional als anys 1950, a la participació en el Campionat del Món de Motociclisme, La Volta al Món a Vela 1981/82 i equips de basquet, com el Círcol Catòlic de Badalona i el Licor 43 Santa Coloma.